# Polymera (Polymera) thoracica
Polymera (Polymera) thoracica is een tweevleugelige uit de familie steltmuggen (Limoniidae). De soort komt voor in het Neotropisch gebied.